# Serafim Neves
Pour les articles homonymes, voir Neves.
Serafim das Neves est un footballeur portugais né le 29 août 1920 et mort le 11 décembre 1989. Il évoluait au poste de défenseur.

## Biographie

### En club
Serafim Neves joue dans le club du CF Belenenses durant toute sa carrière, il y remporte un titre de champion du Portugal en 1946. Il dispute un total de 300 matchs avec le club.

### En équipe nationale
International portugais, il reçoit 18 sélections en équipe du Portugal entre 1945 et 1953, sans inscrire de but,.
Il joue son premier match en équipe nationale le 11 mars 1953 en amical contre l'Espagne (match nul 2-2 à Oeiras).
Son dernier match a lieu le 29 novembre 1953 dans le cadre des qualifications pour la Coupe du monde 1954 contre l'Autriche (match nul 0-0 à Oeiras).

## Palmarès
Avec le CF Belenenses :
- Champion du Portugal en 1946
- Vainqueur de la Coupe du Portugal en 1942